# RPG リアル・プレイング・ゲーム
『RPG リアル・プレイング・ゲーム』（原題：Real Playing Game）は、2013年のポルトガルのSF映画。

## あらすじ
高齢の大富豪であるスティーブ・バティエは、RPG社が開発した自らの脳を若者の脳に移植するというサービスを受けに来た。しかし、若返りをするには条件があり、他にサービスを受けに来たバティエを含め10人のプレイヤー同士でリスボンにある廃墟で殺し合いをしなければならないというものであった。

## スタッフ
- 監督：ティノ・ナバロ（ポルトガル語版）、ダヴィド・ヘボルダオン
- 脚本：ティノ・ナバロ、アルトゥール・リベイロ（ポルトガル語版）
- 製作：ティノ・ナバロ
- 音楽：ペドロ・マルケス
- 撮影：ジョゼ・アントニオ・ルーレイロ、アンジェイ・ズラウスキー
- 編集：ペドロ・リベイロ（ポルトガル語版）
- 特殊効果：ヌーノ・メスキータ、ラファエル・ガルボ

## キャスト
- プレイヤー1：アリックス・ウィルトン・リーガン（英語版）
- プレイヤー2：ニク・ジェリライ（アルバニア語版）
- プレイヤー3：ペドロ・グランガー（ポルトガル語版）
- プレイヤー4：クリストファー・ゴー
- プレイヤー5：ダフネ・フェルナンデス（スペイン語版）
- プレイヤー6：ジュネヴィエーヴ・カポビージャ
- プレイヤー7：ルーベン・ヘンリー・ビッグス
- プレイヤー8：クラウディア・スワン（英語版）
- プレイヤー9：デボラ・モンテイロ（ポルトガル語版）
- スティーブ・バティエ（プレイヤー）：シアン・バリー
- スティーブ・バティエ：ルトガー・ハウアー
- チャン：クリス・タシマ（英語版）
- サラ：ソライア・シャーヴェス（ポルトガル語版）
- 運転手：ビクトリア・グエッラ（ポルトガル語版）